# 데이비드 J. 프랜시스
데이비드 J. 프랜시스(영어: David J. Francis, 1970년 12월 2일 ~ )는 캐나다의 배우이다.
오타와에서 태어났다.

## 영화
- 좀비 나이트 2 (2006년)
- 섀터드 시티: 핼러팩스 폭발 (2003년)
- 좀비 나이트 (2003년)
- 드라큐라 2 - 어센션 (2003년)
- 매튜 셰퍼드 스토리 (2002년)
- 드라큐라 2000 (2000년)